# Big Four Mountain
Big Four Mountain – góra w USA, w stanie Waszyngton, położona 31 km na wschód od stratowulkanu Glacier Peak. Wierzchołek leży na terenie hrabstwa Snohomish.

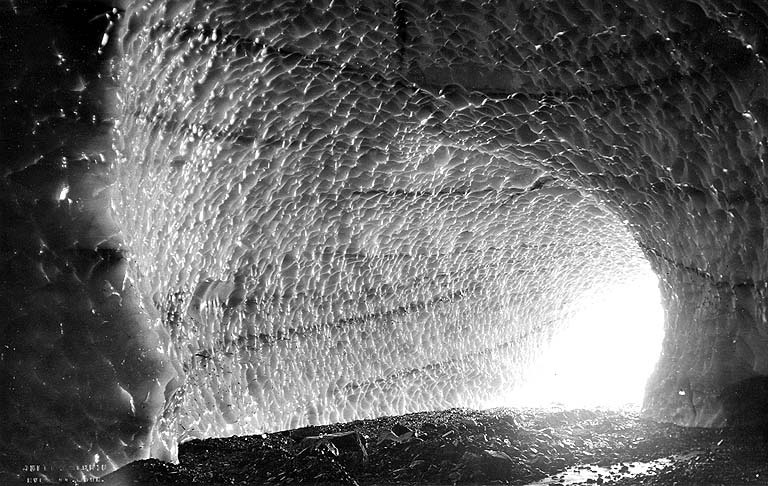
Zdjęcie z wnętrza jaskini lodowej pod Big Four Mountain

Szczyt Big Four Mountain leży na terenie chronionym Snoqualmie National Forest. Mimo stosunkowo niedużej wysokości jak na Góry Kaskadowe to jest dobrze znany i popularny ze względu na jaskinię lodową położoną u jego podstawy. Jaskinia tworzy się pod najniżej położonym lodowcem w kontynentalnej części USA.